# 海岸平原
海岸平原（Coastal plain）是沿著海岸形成的平坦、低窪之土地。阿拉斯加州和美國東南部就有大面積的海岸平原。墨西哥灣沿岸平原從墨西哥灣沿密西西比河下游向北延伸至俄亥俄河，全長約981英里（1579公里）。大西洋海岸平原從紐約灣一直延伸到佛羅里達州。
印度的海岸平原位於德干高原的兩側，分別位於印度的西部和東部海岸。西起刻赤沼澤地，東至西孟加拉邦，全長約6150公里。分為西部海岸平原和東部海岸平原。東部海岸平原位於孟加拉灣和東高止山脈之間，西部海岸平原位於阿拉伯海和西高止山脈之間。